# Khanhoo
Khanhoo é um jogo de cartas chinês de compra e descarte sem parceria que pode ser tão antigo quanto o T'ienkeu ("Céus e Noves"), revisado em suas regras e publicado em uma edição autorizada pelo Imperador Gaozong de Song em 1130 AD para informar seus súditos. Na tradução em português significa "observe o pote", sendo um jogo possivelmente ancestral a todos os outros da família rummy.
Pertencente à mesma família do Mahjong e do jogo de cartas mexicano Conquian, cujo nome provavelmente deriva do jogo de cartas chinês Kon Khin, foi adaptado ao gosto ocidental na metade da última década do século XIX por Sir William Henry Wilkinson, sinólogo britânico e cônsul-geral na China e Coreia.

## Descrição
O baralho de Khanhoo de 61 cartas pode ser adaptado a partir de dois baralhos franceses de 52 cartas, removendo-se por completo o naipe de ♠, todas as cartas de índice 10 dos três naipes restantes, mantendo os Js, Qs, Ks de ♣, ♦, ♥, e mais um curinga.
O objetivo do jogo é livrar-se de todas as cartas mediante combinações. O primeiro jogador a fazê-lo ganha 5 pontos pela batida, e o primeiro a alcançar 50 ganha a partida, a qual pode ser concluída em três ou mais rodadas.

## Modo de jogar
Distribui-se 15 cartas uma a uma ou em grupos de duas ou três para cada jogador, podendo participar de dois à 8 no máximo. As cartas restantes devem ser colocadas viradas para baixo no centro da mesa de jogo para formar uma maço de compras.
O primeiro jogador a esquerda do carteador compra uma primeira carta, faz com ela se possível uma combinação, e descarta outra para formar uma pilha de descarte. O próximo jogador então faz sua compra, tenta fazer uma combinação, e descarta uma carta de seu interesse, e assim sucessivamente.
Se uma carta descartada interessar a qualquer dos outros jogadores para se formar uma combinação, este deve comprá-la pulando assim todos os jogadores à sua direita, e a combinação baixada imediatamente para que todos possam ver porque aquele jogador precisou dela; ao contrario das combinações formadas com a compra de uma carta do maço de compras.

## Combinações
Em um jogo de menos de 5 jogadores, a melhor mão possível marca 29 pontos, além de 5 pontos mais pela batida: duplo Khanhoo (15 pontos), qualquer dupla trinca (10 pontos) e qualquer um dos grupos de reais (4 pontos).
A menor pontuação possível é de 2 pontos: uma sequências de 9 e outra de 6 cartas ou uma de 8 e outra de 7, respectivamente. Embora as sequências marquem pouco, elas são de grande utilidade para o preenchimento de uma mão. Não somente uma longa sequência ocupa grande parte das 15 cartas na mão, mas também pode vir a ser muito útil no momento do descarte.
| Três A's, sendo dois do mesmo naipe                         | Ases               | 1 ponto   |
| Três cartas ou mais do mesmo naipe combinadas em sequência  | Sequência          | 1 ponto   |
| Três cartas do mesmo índice, cada uma de um naipe diferente | Trio               | 2 pontos  |
| Seis cartas do mesmo índice                                 | Dupla trinca       | 10 pontos |
| J ♠, Q ♠, K ♠                                               | Figuras            | 3 pontos  |
| Js ♠, Qs ♠, Ks ♠                                            | Duplas figuras     | 10 pontos |
| J ♠ + 7s ♦                                                  | Grupo real de sete | 4 pontos  |
| Q ♠ + 8s ♣                                                  | Grupo real de oito | 4 pontos  |
| K ♠ + 9s ♥                                                  | Grupo real de nove | 4 pontos  |
| A ♥ + 2 ♣ + 3 ♦                                             | Khanhoo            | 5 pontos  |
| As ♥ + 2s ♣ + 3s ♦                                          | Duplo Khanhoo      | 15 pontos |